# Návrat Temudžajů
Návrat Temudžajů (anglicky Return of the Temujai) je osmý díl fantasy literární série Bratrstvo od australského spisovatele Johna Flanagana. Knížka vyšla v originále v roce 2019 u australského nakladatelství Random House. Do češtiny byla přeložena o rok později a vyšla u nakladatelství Egmont.

## Děj
Děj tentokrát začíná v příhraničním údolí, kde Hal a jeho bratrstvo cestují do hraniční pevnosti Ragnak, která chrání Skandii před útoky Temudžajů. Hal má od Eraka za úkol prověřit obranu pevnosti a nainstalovat k ní dvě obří kuše, Drtiče, které by obranu pevnosti ještě posílily. Zároveň Lydie, která je skvělou stopařkou a vyzvědačkou, má za úkol propátrat území před údolím.
Když dorazí k pevnosti, začnou s instalací Drtičů a zároveň na jednom z nich cvičí Araluenské lukostřelce, kteří zde slouží díky dohodě o vzájemné spolupráci mezi Skandií a Araluenem. Lydie mezitím na výzvědách objevuje tábor asi dvou set Temudžajů, kteří chtějí přepadnout pevnost. Hal urychleně instaluje Drtiče. Následný útok je s jejich pomocí odražen.
Po návratu z pevnosti do Hallasholmu má Erak pro Hala další úkol. Hal má tentokrát prozkoumat neprobádané území okolo Ledové řeky. Erak má totiž podezření, že by se tudy mohli dostat Temudžajové do Skandie. Bratrstvo se tedy vydává na cestu. Po těžkém přenášení lodi kvůli peřejím a veslování proti proudu se najednou ocitají na obrovském neznámém  jezeře. Zároveň zpozorují hlídku Temudžajů.
Hal s Lydií jdou na výzvědy a najdou tábor celého národa Temudžajů i s jejich vládcem ša´šanem. Na zbytek posádky, čekající na Hala a Lydii u břehu jezera, zaútočí malá hlídka Temudžajů. Kvůli podcenění Volavek je hlídka poražena a uniká pouze její velitel. Ten podá zprávu a Temudžajové se rozjíždí k místu, kde řeka vytéká z jezera, a čekají na Hala. Aby mohli projet, unesou Volavky ša´šana. Při průjezdu peřejemi, kdy je honí Temudžajové, je Volavka poničena. Hal s Edvinem a ša´šanem plují do Hallasholmu, kde za ša´šanovu svobodu uzavřou mírovou smlouvu na tři roky. Zbytek bratrstva mezitím čelí přesile Temudžajů. Při tomhle souboji budou zraněni dva členové Volavek. Stefanovi probodne šíp lýtko a Wulfovi zasadí nepřítel sečnou ránu mečem do stehna. Ingvar přijde při obraně o okuláry a kvůli jejich ztrátě je nutné, aby se nezapojil do boje. Všichni jsou ale naštěstí zachráněni Rollondem a jeho posádkou.
I když je Volavka poškozená, dostane se do Hallasholmu. Tam je uzavřena dohoda a Erakův přítel Svengal odváží ša´šana do údolí Ledové řeky. Ša´šan odvolá Temudžaje a odjíždí. Volavka je celá zničena a Hal jí musí udělat znovu, Stig mu ale nabízí pomoc od posádky.